# Дослидницкое
Дослидницкое (укр. Дослідницьке) — посёлок городского типа, входит в Белоцерковский район Киевской области Украины.
Административный центр и единственный населённый пункт Дослидницкого поселкового совета.

## История
Поселок был создан в 1948 году. На месте нынешнего поселка была образована Постановлением Совета Министров СССР № 2046 от 11 июня 1948 г. Центрально украинская машинноиспытательная станция [1], которая положила основу для начала серьезных мер по ускорению технического прогресса в механизации сельского хозяйства, как важнейшего средства быстрого подъема. Стояла задача ускоренного восстановления сельскохозяйственного машиностроения, разветвленной сети научно-исследовательских институтов, разрабатывающих проблемы механизации, и специализированных конструкторских организаций.
Созданы в 1948 году согласно постановлению Совета Министров СССР (№ 2046 от 11 июня 1948 г.) и приказу Министерства сельского хозяйства СССР (№ 1365 от 26 августа 1948 г.) зональные машиноиспытательные станции (МВД), в том числе и Украинское МВД, были отнесены к разряду научных организаций. Территориально созданное Укр МВД относилось к Гребенковскому поселковому совету Гребенковского района Киевской области. Развитие поселка Исследовательское происходило вместе с развитием испытательного дела в Украине, непосредственно связанного с созданием организационных структур УкрМВД — ВНИВМОТ — УкрНИИПВТ им. Л.Погорелого, деятельность которых специалисты сегодня делят на [четыре основных периода][2]:
- период организации и становления машиноиспытательной станции (1948-1958 гг.);
- период интенсивного развития УкрМВД (1959-1976 гг.);
- период организации научно-исследовательского института и дальнейшего развития испытательного дела (1976-1990 гг.);
- период развития отечественной системы машиноиспытаний (1991-2007 гг.).

Согласно приказу ПО «Союзсельхозтехника» Совета Министров СССР (№ 117 от 21 мая 1976 г.) на базе Украинской государственной зональной машиноиспытательной станции был организован Всесоюзный научно-исследовательский институт по испытаниям машин и оборудования для животноводства и кормопроизводства (ВНИВМОТ), на который было возложена функция научной координации 17 МВД — от Дальнего Востока, Средней Азии и до Прибалтики. Директором института назначают главного инженера УкрМВД Леонида Владимировича Погорелого. Можно считать, что после этого начинается новый этап в развитии не только машиноиспытательного дела, но и населенного пункта, который будет назван Исследовательским.

## Местный совет
Адрес местного совета: 08654, Киевская обл., Васильковский р-н, пгт Дослидницкое, ул. Инженерная, д. 6.